# Черетвицы
Черетвицы или Черствец — озеро в Ивановской волости Невельского района Псковской области, к северо-востоку от города Невель.
Площадь — 2,4 км² (242 га, с островами — 2,5 км² или 251 га). Максимальная глубина — 25,5 м, средняя глубина — 9,4 м. Одно из глубоких озёр области. Высота над уровнем моря — 151,9 м.
Проточное. Относится к бассейну реки Балаздынь, притока реки Ловать. Находится на водоразделе с другим притоком Ловати — рекой Еменка.
Тип озера лещово-уклейный с ряпушкой и судаком. Массовые виды рыб: щука, окунь, плотва, лещ, красноперка, судак, язь, густера, пескарь, ряпушка, щиповка, уклея, линь, сом, угорь, налим, вьюн, карась; широкопалый рак.
Для озера характерны: илисто-песчаное дно, песок, камни, каменистые гряды.

## Топографические карты
- Лист карты O-36-133 Поречье. Масштаб: 1 : 100 000. Состояние местности на 1984 год. Издание 1988 г.